# Schoutedenapus myoptilus
Schoutedenapus myoptilus е вид птица от семейство Бързолетови (Apodidae).

## Разпространение
Видът е разпространен в Ангола, Бурунди, Екваториална Гвинея, Етиопия, Замбия, Зимбабве, Камерун, Демократична република Конго, Кения, Малави, Мозамбик, Руанда, Судан, Танзания, Уганда и Южен Судан.